# ロラーント・シーチ
ロラーント・シーチ（Loránt Szűcs, 1939年9月12日 - 2012年2月5日）は、ハンガリーのピアノ奏者。
ミシュコルツ出身。1948年からピアノを学び始める。1956年にリスト・フェレンツ音楽専門学校に入学してティボール・ヴェーナーのクラスでピアノを学び、アンドラーシュ・ミハーイに室内楽も学んだ。またラヨシュ・ヘルナーディにピアノの個人レッスンを受けた。1960年に音楽専門学校を卒業後は、1980年までハンガリー国立フィルハーモニー管弦楽団の専属ピアニストを務めた。また、1961年から母校の専属ピアノ伴奏者の任に就き、1968年から同音楽専門学校で室内楽を講じるようになった。1978年には教授に昇格して、2009年に退職するまで後進の指導に当たった。
ブダペストにて没。